# Kit copo

Screenshot da reação de uma cliente ao ganhar o Kit copo.

Kit copo é um meme da Internet brasileiro que surgiu em 2023 com uma campanha do Mercadinho Ideal, de Piancó, na Paraíba, onde quem gastasse R$150 teria o direito estourar um balão e ganhar o que estava escrito dentro. Devido à aparência "desanimada" da atendente, e as reações pouco felizes dos participantes, acabaram virando um meme viral nas redes sociais.
Os vídeos foram originalmente publicados no TikTok via o perfil oficial do Mercadinho Ideal. Com a viralização, virou material para outros memes e foi até usado de base para teorias da conspiração, como por exemplo o The Frog, na qual diziam que os participantes estavam enfeitiçado por esta entidade, cujo nome verdadeiro era "opoctik", Kit copo de trás para frente. Alguns dos vídeos compartilhando a teoria explicava que The Frog não aparecia fisicamente, mas em forma de sombras e movimento, e inclusive, no vídeo de uma menina dançando à música Sigilo Perigoso, de 2021, afirmando verem uma imagem de The Frog na sombra. Várias montagens foram feitas com o vídeo e o do Kit copo com "Pra amizade continuar" tocando ao fundo.
Outra afirmação era de que The Frog "enganava suas vítimas", prometendo as dizendo que iria "libertar" quem não premiasse o Kit copo, contudo, era apenas para que "elas continuassem sob seu poder". Em 29 de dezembro de 2023, a cantora Pabllo Vittar publicou em seu Instagram um álbum de imagens inéditas dela, e escreveu "Kit copo" na legenda da postagem, como brincadeira.